# 企業情報
企業情報（きぎょうじょうほう）とは、企業の事業内容、事業規模、事業形態などの企業概要から、経営状況、資本状況などの基本データ、また企業理念や経営戦略まで、その企業の持つあらゆる情報を指す。ただしこの語は、企業の外部への情報開示に際して使用する言葉であり、企業内では「経営情報」などと称されることが多い。

## 概要
大別すると、数値化できる情報と数値化できない情報とに分類できる。
- 数値化できる情報は、例えば決算書や有価証券報告書等により開示される。
- 数値化できない情報（環境保全活動、社会貢献活動、特有で独自色の強い制度やサービスなど）とは、一般的には会社案内や会社ウェブサイトや環境報告書によって、その内容や映像と共に開示されていることが多い。

### 情報提供者
企業情報は、前掲の資料を企業自ら発表するものが良く知られている。加えて、企業からの取材を元に情報を整理し発表する法人がいくつかある。以下はその法人の例である。
- 基礎的な企業情報
  - 帝国データバンク
  - 東京商工リサーチ
  - 東洋経済新報社（会社四季報）
  - エクスペリアン
  - ワンソース
  - ユーソナー

- 投資格付け情報の提供
  - スタンダード&プアーズ
  - ムーディーズ
- 就職情報
  - リクルート（リクナビ）
  - 日本経済新聞社（日経就職ナビ）
  - 毎日コミュニケーションズ（毎日就職ナビ、毎日キャリアナビ）

### 活用主体
企業情報を活用する主体としては以下のものがあげられる。
- 投資家 - 当該企業の証券を購入するかどうかを決める材料とする
- 取引先企業
- 消費者 - 消費行動決定に用いる
- 周辺住民 - 環境対策の監視など
- 求職者 - 採用募集に応募するかどうかの基準とする

特に数値化できない企業情報は、消費者、投資家のCSR等への関心の高まりと相まって、その重要性は急激に増している。